# Gilbert Shelton
Gilbert Shelton (Houston, Texas, 31 de maig de 1940) és un dibuixant americà i un artista del còmic underground. És el creador dels Fabulous Furry Freak Brothers, i del Fat Freddy's Cat, Wonder Wart-Hog, Philbert Desanex, i Not quite dead. Més tard va fer la portada de l'àlbum de The Grateful Dead de 1978, Shakedown Street. També va fer la coberta de la recopilació de revistes clàssiques d'ordinador "The Best of Creative Computing Volume 2" el 1977.

## Vida i carrera
Shelton va néixer a Houston, Texas. Es va graduar al Lamar Institut de Houston. Va anar a la Universitat de Washington i Lee, a la Universitat Texas A&M, i a la Universitat de Texas a Austin, on va rebre el seu títol de grau en ciències socials el 1961. Els seus primers dibuixos foren publicats a la revista d'humor de la Universitat de Texas, Texas Ranger.

### Inicis
Directament després de la graduació, Shelton es trasllada a Nova York i aconsegueix una feina editant revistes d'automoció, on ell aprofita per introduir els seus dibuixos. La idea pel personatge de Wonder Wart-Hog, una paròdia porcina de Superman, va arribar l'any 1961. L'any següent, Shelton va tornar a traslladar-se a Texas per matricular-se d'un post-grau i obtenir una prórroga d'estudis pel seu reclutament. Les dues primeres historietes de Wonder Wart-Hog van aparèixer a Bacchanal, una revista universitària d'humor, en la primavera de 1962. Llavors esdevingué editor del Texas Ranger i publicà més historietes de Wonder Wart-Hog.
Dos anys després de canviar l'escola de post-grau per l'escola de belles arts (on es va fer amic de la cantant Janis Joplin) va ser finalment cridat a files. Els metges de l'Exèrcit el van declarar no apte després que admetés haver pres drogues psicodèliques. Després, entre els anys 1964 i 1965, va passar algun temps a Cleveland, on la seva xicota anava a l'Institut d'Art de Cleveland. Allà es va interessar per un lloc de feina a l'American Greeting Card Company (on hi havia treballat el company del còmic underground Robert Crumb) però va ser rebutjat.
L'any 1966 va crear el Gilbert Shelton Ensemble i va publicar un àlbum de 45 a ESP, "If I Was A Hells Angel" b/w "Southern Stock Car Man."

### Maduresa
Per aquell temps, Shelton esdevenia el director d'art del Vulcan Gas Company, un local de música rock d'Austin, Texas, on va treballar amb Jim Franklin. Va crear nombrosos cartells en l'estil dels artistes de pósters contemporanis de Califòrnia com Victor Moscoso i Rick Griffin. El 1968 es va traslladar a San Francisco, amb l'esperança que estant a prop de l'acció aconseguiria més treball en cartells; al final suposà el seu debut al negoci alternatiu del còmic.
Aquell mateix any, Millar Publishing Company, que havia estat publicant les històries de Wonder Wart-Hog d'ençà de 1966, va publicar dos volums trimestrals de Wonder Wart-Hog. S'imprimiren 140.000 còpies de cada un, però els distribuïdors no van agafar la revista, i només se'n varen vendre 40.000 de cada.
Després d'una tira anomenada Feds 'n' Caps (publicada per Print Mint), Gilbert va crear la seva tira més famosa, The Fabulous Furry Freak Brothers el 1968, i un spin-off, Fat Freddy's Cat al 1969, any que també co-fundà Rip Off Press.

### Estada a França
Shelton, viu actualment entre Borgonya (França) i París. La seva feina més recent, en col·laboració amb el dibuixant francès Pic, és Not Quite Dead, el qual va aparèixer al número 25 de Rip Off Comix i a set còmics books Not Quite Dead. Una nova història de Wonder Wart-Hog va ser publicada al número 15 de Zap Comix (2005), i els Fabulous Furry Freak Brothers són animats a una pel·lícula de stop-motion.
És també a París que Gilbert Shelton esdevenia part d'un grup de rhythm and blues, The Blum Brothers, tocant habitualment al Jockomo, un bar a l'estil de Nova Orleans a l'11è districte. Va contribuir amb el seu amic músic i dibuixant Bruno Blum, a produir un àlbum (de moment no editat) de la banda, amb Gilbert Shelton al piano i veus. Així com molts d'altres bars del carrer de St. Maur, d'ençà de setembre de 2008, el Jockomo va haver de cessar els concerts de música en viu a causa de les queixes dels veïns.

## Guardons
- Premi Haxtur a l'Autor que estimam del Saló Internacional del Còmic d'Astúries 1997[4]
- Premi LiberPress 2011[5]
- Premi Eisner (Hall of fame) 2012[6]